# Псування монет
Псува́ння моне́т (англ. Debasement) — неофіційне, неоголошене зменшення державною владою ваги або проби благородного металу монет при збереженні їх попередньої номінальної вартості з метою отримання прибутку.
Псування монет не слід плутати з таким поняттям, як девальвація — офіційне зменшення державною владою вмісту благородних металів у грошовій одиниці національної валюти при збереженні її номінальної вартості або зниження її офіційного курсу до іноземних валют.
Методами знецінення монет є:
- обрізування монет (англ. clipping of coin) — стихійне зменшення ваги монет, що перебувають в обігу, різними механічними способами (відпилювання, свердління, обрізання ножицями тощо) зі зловмисними цілями[4].
- потіння монет (англ. Sweating) — трусіння монет у мішку для подальшого збору пилу з них;
- заглушка монет (англ. Plugging) — вийомка з монети частини металу з подальшим маскуванням.

Однак часто девальвація і обрізування можуть розглядатись як складові тривалого процесу псування монет.

## Приклади
Наприклад, вартість денарія у римській валюті поступово зменшувалась, паралельно зі зміною урядом вмісту срібла і величини монети. Спочатку денарій, що почали карбувати у 269 році до н.е., дорівнював 10 мідним асам і становив 1⁄72 римського фунта та важив 4,55 г майже чистого срібла; у 217 році до н. е. вага денарія знизилась до 1⁄84 фунта (3,9 г), і він дорівнював вже 16 асам (у зв'язку із зменшенням ваги аса), а за Нерона (54—68 р. н. е.) денарій дорівнював 1⁄96 фунта (3,41 г). Пізніше вміст срібла в денарії систематично знижувався за рахунок лігатури (переважно міді), внаслідок чого денарій, найбільше поширена в стародавньому світі срібна монета, зовсім знецінився.
Наприклад, наприкінці XVI у першій половині XVII ст. кращі за якістю монети Речі Посполитої зникали з обігу в зв'язку з псуванням власної монети, а також тому, що їх вивозили за кордон, де вони перекарбовувались на гірші й ввозились назад, поглиблюючи грошову кризу.

## Причини псування монет
Головною причиною зменшення вмісту благородних металів у монетах урядом є фінансова причина. При тій же кількості, наприклад, срібла або золота можна випустити більше монет. Цей процес, зазвичай, приводить до інфляції, вилученню з обігу повноцінних чи якісніших монет.

## Псування монет і закон Коперніка — Грешема
Беручи участь у підготовці грошової реформи 1526—1528 років, польський астроном, математик і економіст Миколай Коперник написав у своєму трактаті «Про карбування монет» (вперше було опубліковано у 1616 під назвою «Dissertatio de optima monetae cudendae ratione», остаточна редакція датується 1628 роком):
Хоч не злічити числа лих, від яких гинуть королівства, князівства і республіки, на мою думку чотири головні з них це: чвари, смертність, неродючість землі та псування монети. Перші три настільки очевидні, що їх ніхто не оспорює, але четверте визнається лише небагатьма, які глибше вникають; воно тягне за собою падіння держави не відразу і різко, а поступово і приховано— Коперник М. Трактат про карбування монет
Там же було подано один з основоположних законів грошового обігу, який був чітко сформульований англійським фінансовим діячем Т. Грешемом у 1560 році і згодом отримав назву Закон Коперника — Грешема і який у своєму лаконічному формулюванні звучить: «Гірші гроші витісняють з обігу кращі» у розумінні: «Переоцінені державою гроші витіснять з обороту недооцінені державою гроші» (англ. Money overvalued by the State will drive money undervalued by the State out of circulation) тобто якісніші металеві гроші витісняються з обігу гіршими, при їх однаковій встановленій державою номінальній вартості.